# 李子春
李 子春（り ししゅん／イ・ジャチュン、延祐2年（1315年）- 至正21年4月30日（1361年6月3日））は、高麗末期の武臣。モンゴル名は吾魯思不花（ウルスブハ）。李氏朝鮮を創建した李成桂の父。廟号は桓祖。

## 生涯
高麗を東北方面からおさえる元朝の拠点の双城総管府につかえ、千戸（千人隊長）の役職についていたが、恭愍王が反元政策のもと、総管府を攻略したとき、李子春はただちに高麗に投降した。正室の懿恵王后崔氏は、登州人で、和州に移住して暮らしており、もともとの姓は趙であり、懿恵王后の父の名は趙祚（조조）だったが、元朝の役職千戸（千人隊長）任命されたことから、崔閑奇（최한기）に改名して、その崔閑奇の娘が懿恵王后である。そして、李子春と懿恵王后崔氏のあいだに生まれた子が李氏朝鮮の初代国王李成桂である。祖母の本貫は登州であり、登州で戸長を務めていた崔基烈（최기열）の娘貞淑王后崔氏である。
死後、王として即位した李成桂によって桓王、孫の3代国王太宗によって桓祖・淵武聖桓大王として追尊された。陵墓は咸鏡南道咸興市にある定陵で、懿恵王后と共に眠っている。
『高麗史』によると、桓祖は恭愍王5年（1356年）3月に入朝して、国王に謁見して「卿宣歸、鎮吾民、脱有變、當如我命」という親諭を下賜され、王命によって流移の土民の主にされると記述するが、池内宏は、わずか千戸の微官だった桓祖が親しく国王に謁見して教旨を下賜されるとは怪しく、さらに殊遇を受けながら、高位に登用されず、顕官にも推されず、わずか辺境流移の土民の主にされることがますます怪しく、したがって恭愍王4年および5年3月の桓祖の入朝の記述は創作であり措信の価値がないと斥けている。
ただし池内宏は、李子春が実在した人物であることは疑いの余地がないと述べている。
六反田豊は、李子春が双城などの千戸として元朝に仕えたが、1355年に高麗に内応して小府尹に任命され、翌年高麗が行った双城総管府攻撃の際に、高麗王の命令を受けてこれを攻撃して戦功を立て咸鏡道の万戸・兵馬使の任命されたなどというのは「伝説」として、「こうした伝説は、『高麗史』・『太祖実録』・『竜飛御天歌』等にみられるが、どこまで史実を反映したものであるかは疑問である」と述べている。

## 家族
- 父：李椿
- 母：敬順王后
- 正室：懿恵王后崔氏（本貫は永興崔氏）
  - 嫡長子：太祖 李成桂（李氏朝鮮の初代国王）
    - 孫：定宗（第2代国王）
    - 孫：太宗（第3代国王）

  - 嫡女：貞和公主（太祖の同母姉。漢陽趙氏の龍源府院君 襄烈公 趙仁璧に降嫁（趙仁璧の後妻であった）。6男2女を儲けた。）
- 側室：韓山李氏（彼女が最初の妻という説があり、尊号が無いのは自身の正統性を主張したかった太祖の計算によるものだという。）
  - 庶長子：完豊大君 李元桂（1330年-1388年）
  - 庶子：永城大君 李天桂（1333年-1392年）
  - 庶女：李氏（功臣の康祐に降嫁。）
- 側室：定嬪 金氏（?-1404年。存命中は定安翁主と称された。死後に定嬪と追尊された。太祖からは父の側室ということで立場を重んじられた。）
  - 庶子：義安大君 李和（1348年-1408年）

## 登場作品
- 開国 （1983年、KBS） 演：パク・ギョンドク
- 六龍が飛ぶ（2015年-2016年、SBS）演：イ・スンジェ